# HMS Cumberland (F85)
La fregata lanciamissili HMS Cumberland della classe Type 22 è stata una unità della Royal Navy ritirata dal servizio attivo nel 2011.
La nave appartiene al Batch 3 (lotto 3) che ha visto un incremento dell'armamento rispetto ai lotti precedenti, con un nuovo cannone Vickers 114mm/55, per la difesa antiaerea di punto, un CIWS Goalkeeper e otto missili Harpoon in due lanciatori quadrupli, che le conferisce capacità multiruolo.
La nave, contraddistinta dal pennant number F85, è stata costruita nei cantieri Yarrow (Shipbuilders) Ltd, Glasgow, è stata impostata il 12 ottobre 1984, varata il 21 giugno 1986, accettata in servizio il 18 novembre 1988, entrata in servizio il 10 giugno 1989,  per un costo complessivo di £141,170,000.

## Servizio

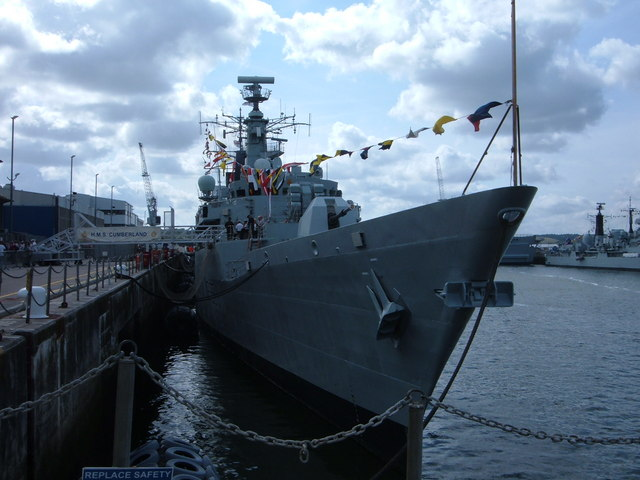
La Cumberland al molo nella base di Devonport.

La nave è stata impegnata nel 2011, durante la crisi libica, nell'evacuazione di cittadini di paesi occidentali dalla Libia e successivamente ha partecipato alle operazioni di pattugliamento delle acque internazionali nel canale di Sicilia.